# Parafia Przemienienia Pańskiego w Wauconda
Parafia Przemienienia Pańskiego w Wauconda (ang. Transfiguration Parish) – parafia rzymskokatolicka położona w Wauconda w stanie Illinois w Stanach Zjednoczonych.
Jest ona wieloetniczną parafią w zachodniej części hrabstwa Lake, z mszą św. w j. polskim dla polskich imigrantów.

## Nabożeństwa w j. polskim
- Niedziela – 12:30

## Szkoły
- Transfiguration School[1]